# Asterinidae
De Asterinidae zijn een familie van zeesterren uit de orde van de Valvatida.

## Geslachten
- Ailsastra O'Loughlin & Rowe, 2005
- Allopatiria Verrill, 1913
- Anseropoda Nardo, 1834
- Aquilonastra O'Loughlin, 2004
- Asterina Nardo, 1834
- Asterinides Verrill, 1913
- Callopatiria Verrill, 1913
- Cryptasterina Dartnall & al. 2003
- Disasterina Perrier, 1875
- Indianastra O'Loughlin, 2004
- Kampylaster Koehler, 1920
- Manasterina H.L. Clark, 1938
- Meridiastra O'Loughlin, 2002
- Nepanthia Gray, 1840
- Paranepanthia Fisher, 1917
- Parvulastra O'Loughlin, 2004
- Patiria Gray, 1840
- Patiriella Verrill, 1913
- Pseudasterina Aziz & Jangoux, 1985
- Pseudonepanthia A.H. Clark, 1916
- Pseudopatiria O'Loughlin, 2004
- Stegnaster Sladen, 1889
- Tegulaster Livingstone, 1933
- Tremaster Verrill, 1880

## Afbeeldingen

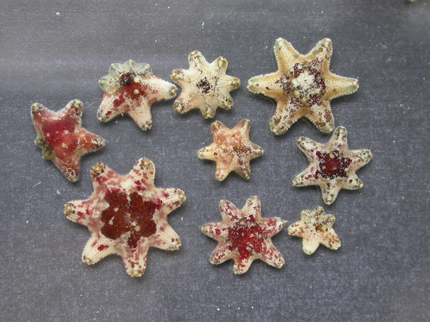
Aquilonastra conandae
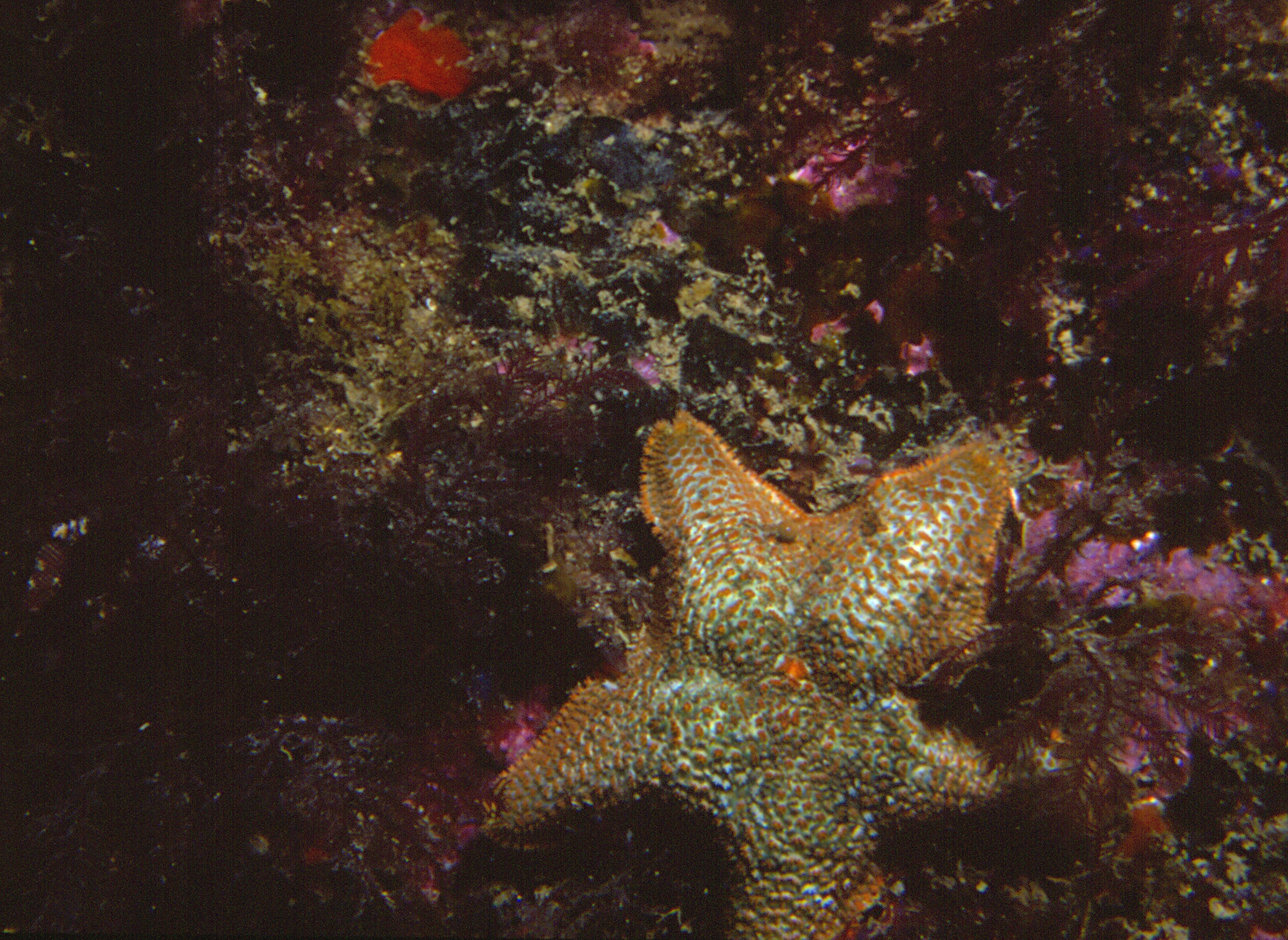
Asterina gibbosa
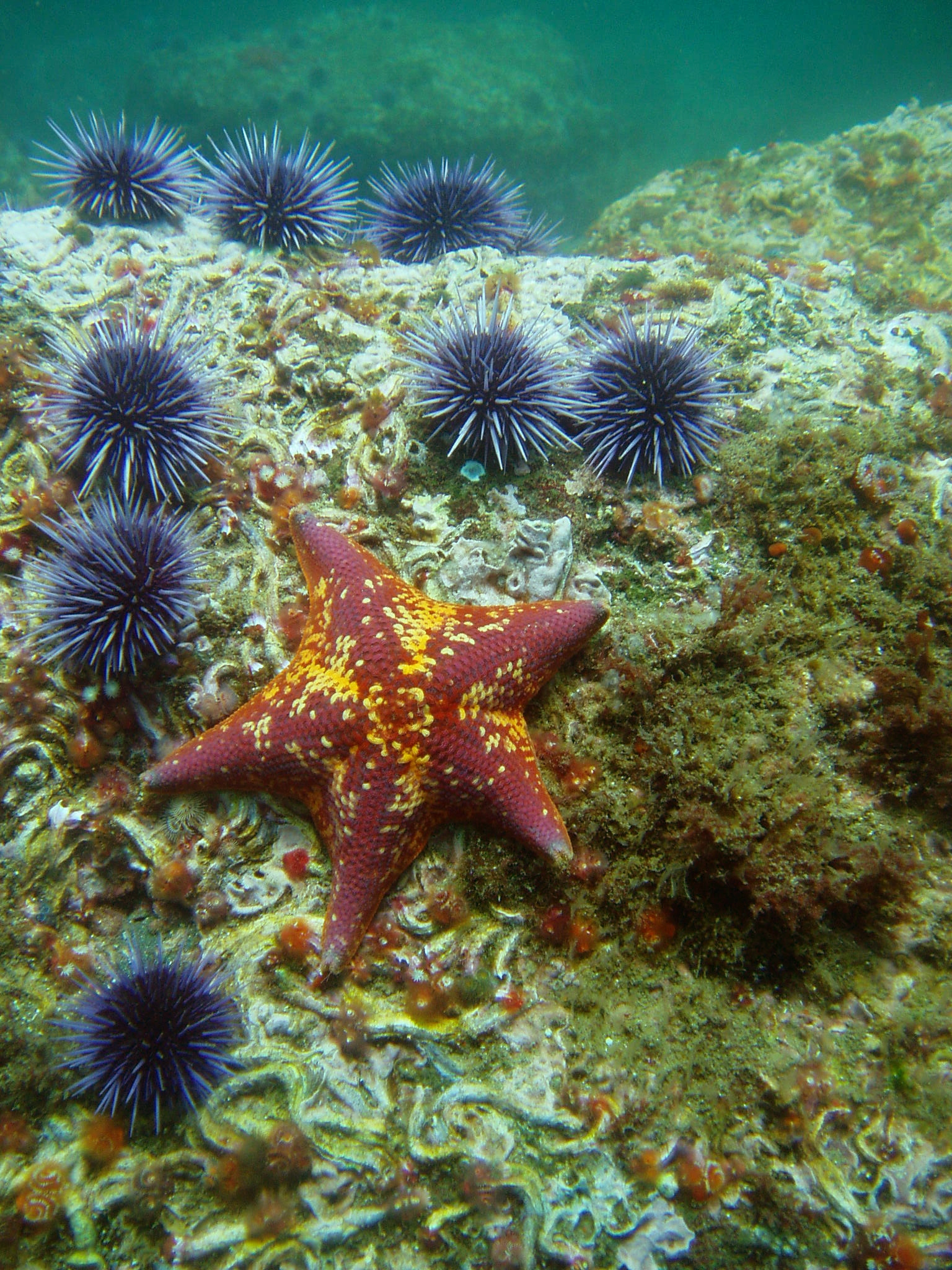
Asterina miniata
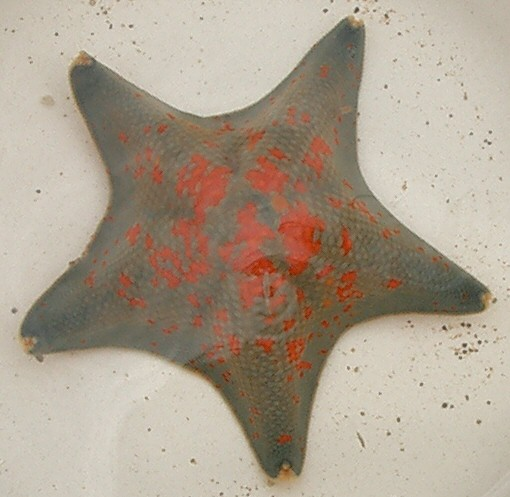
Asterina pectinifera
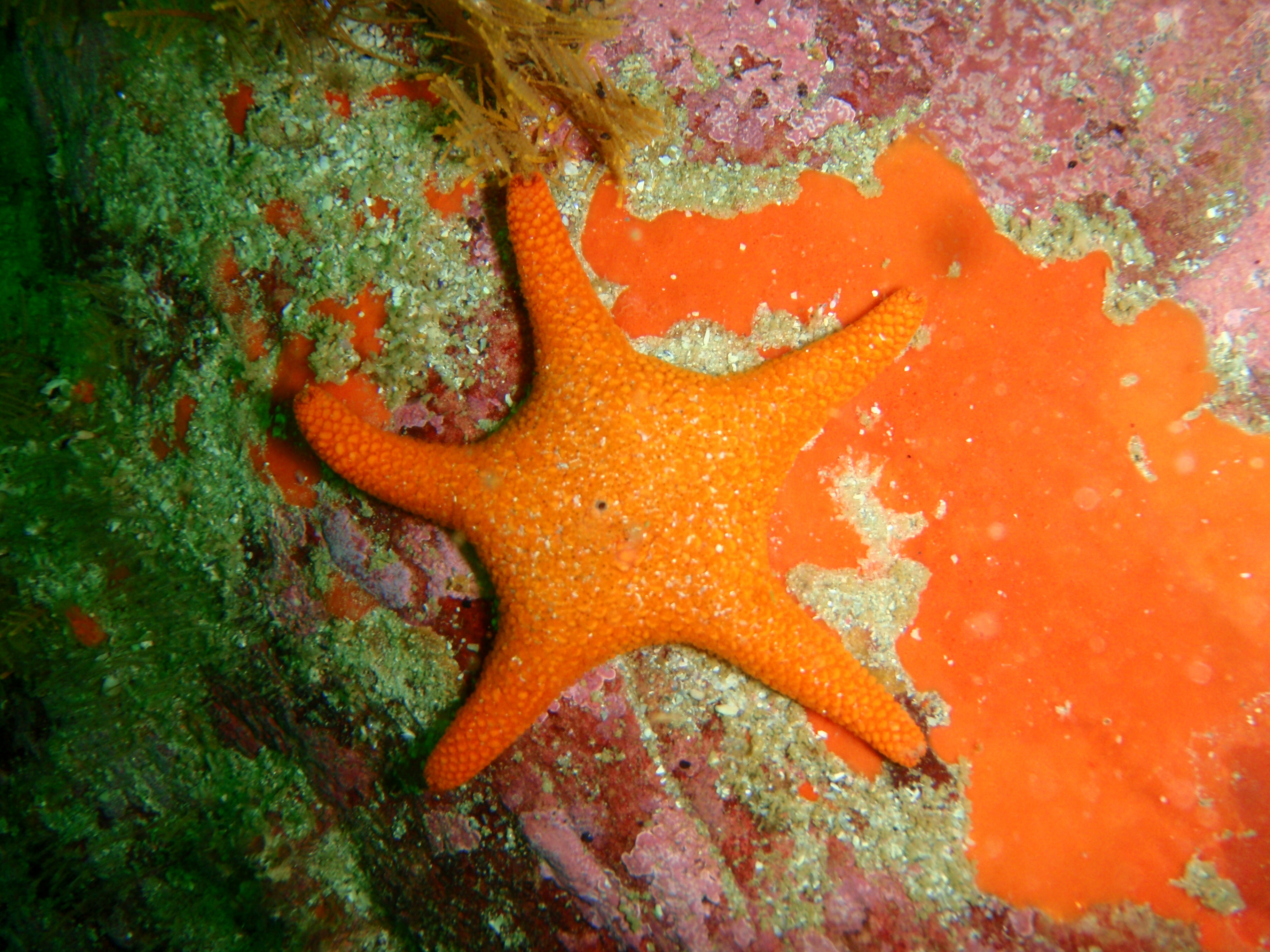
Callopatiria granifera
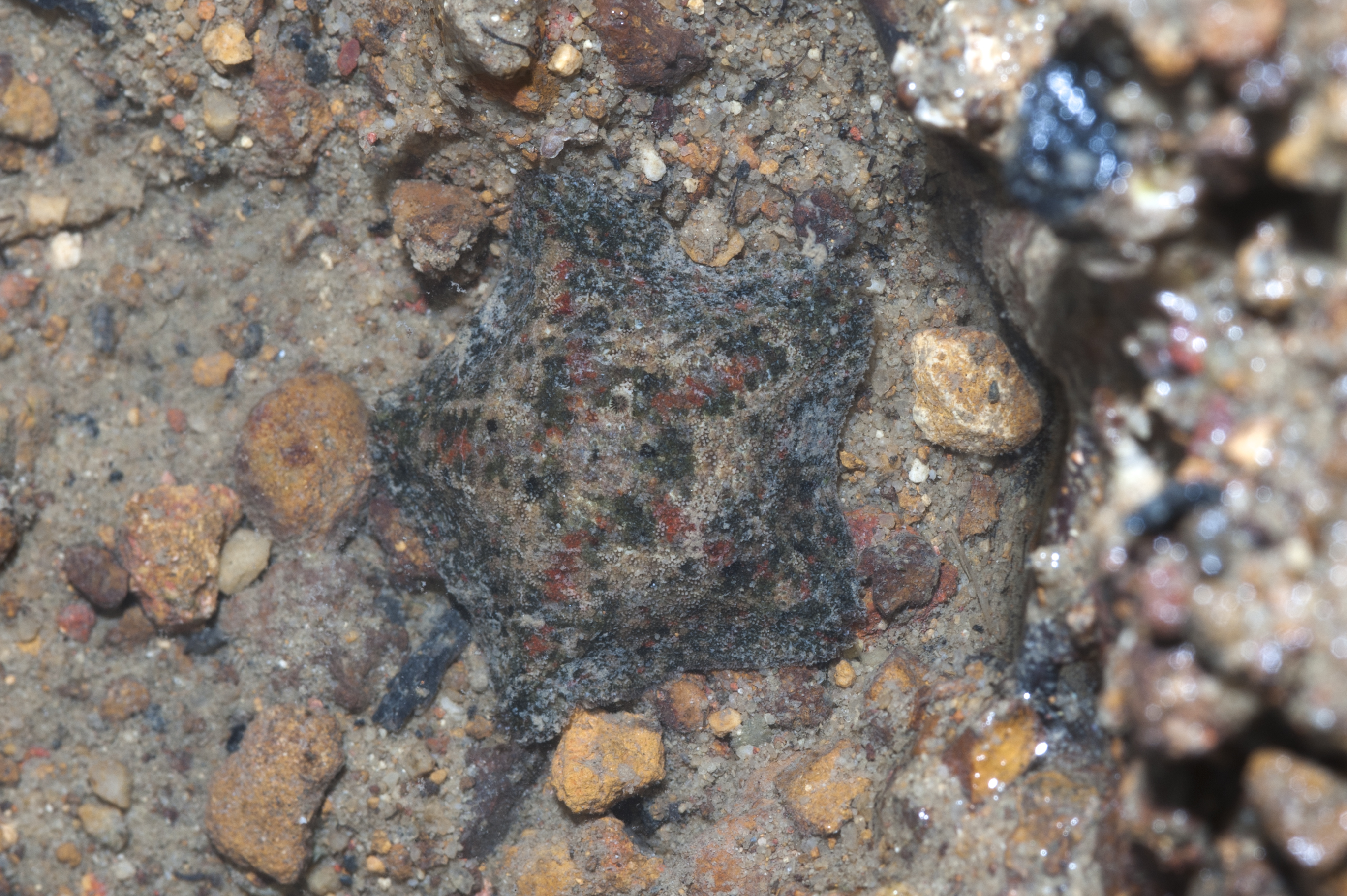
Cryptasterina sp.
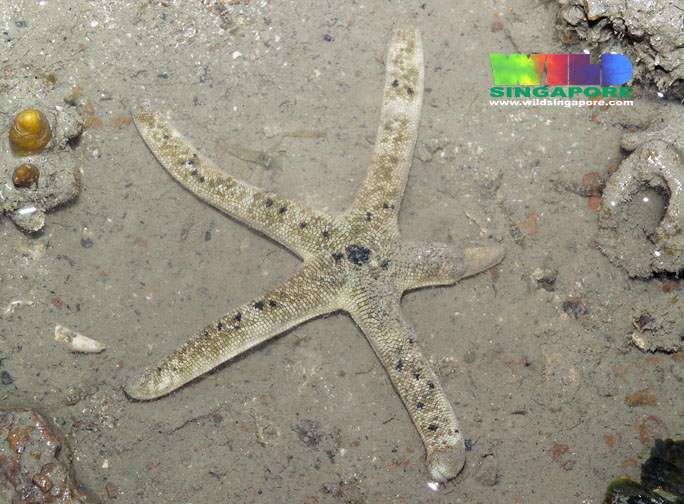
Nepanthia maculata
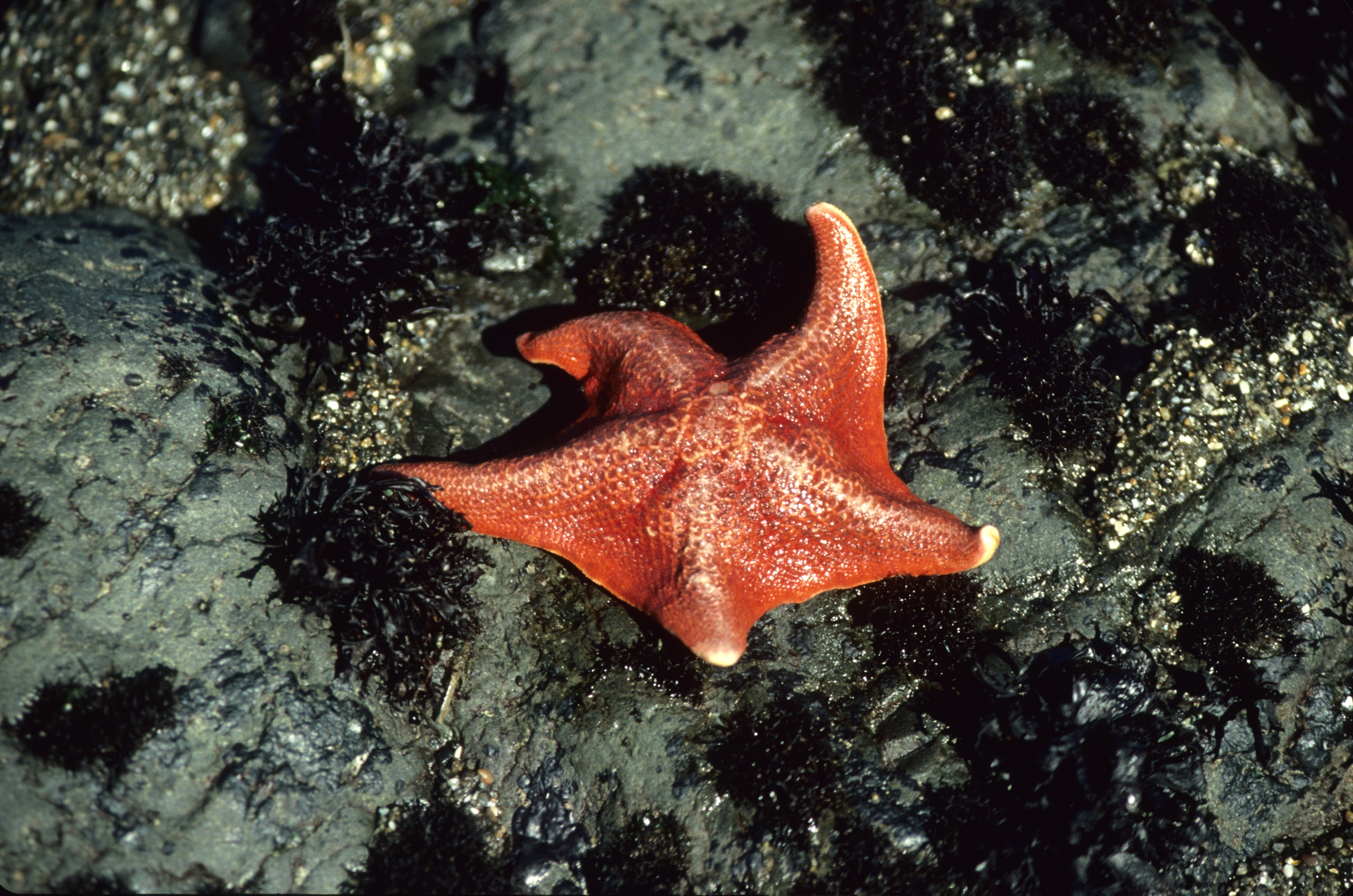
Patiria miniata
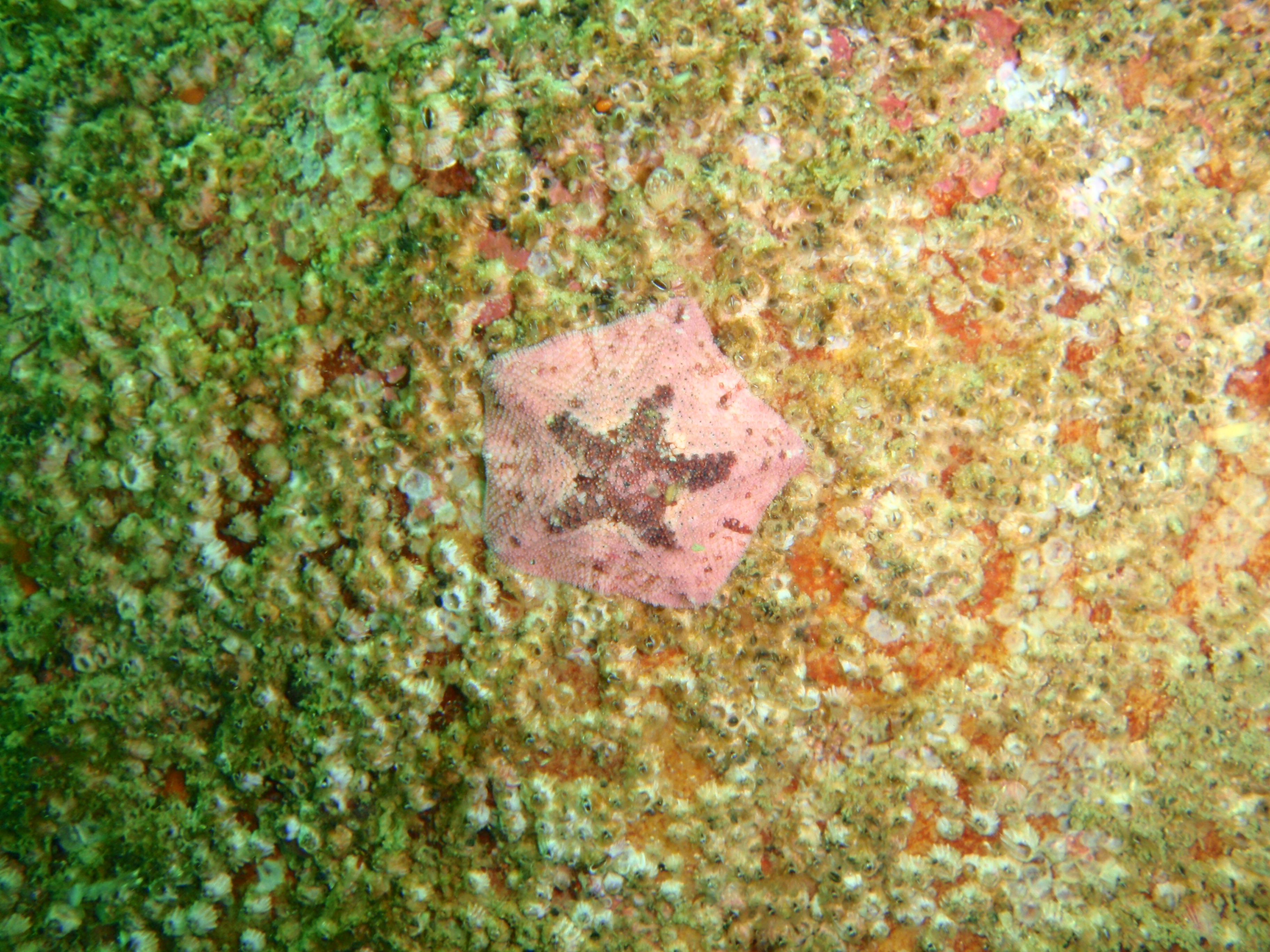
Patiriella dyscrita
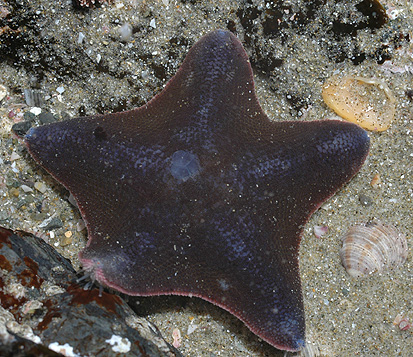
Patiriella regularis
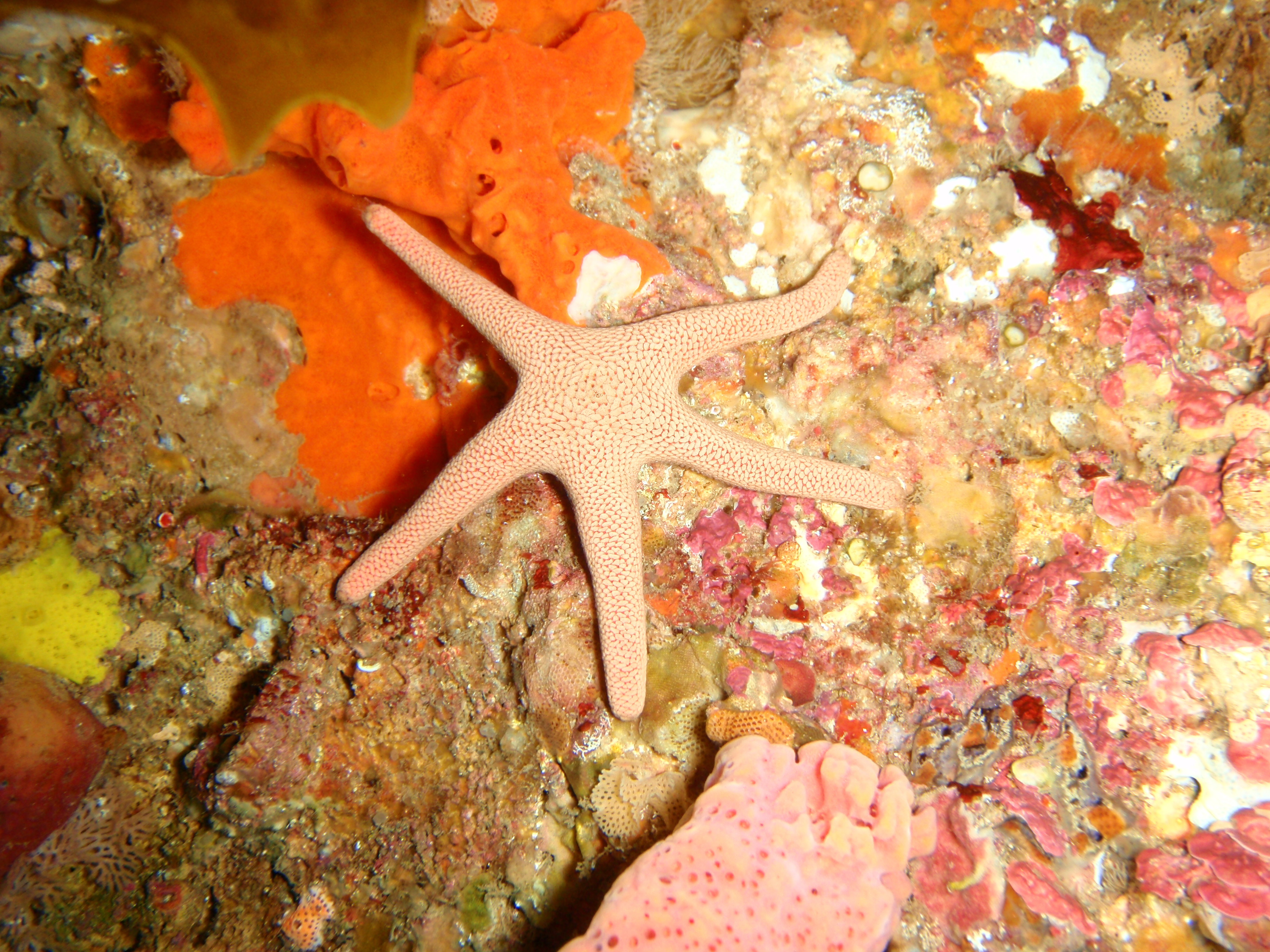
Pseudonepanthia troughtoni
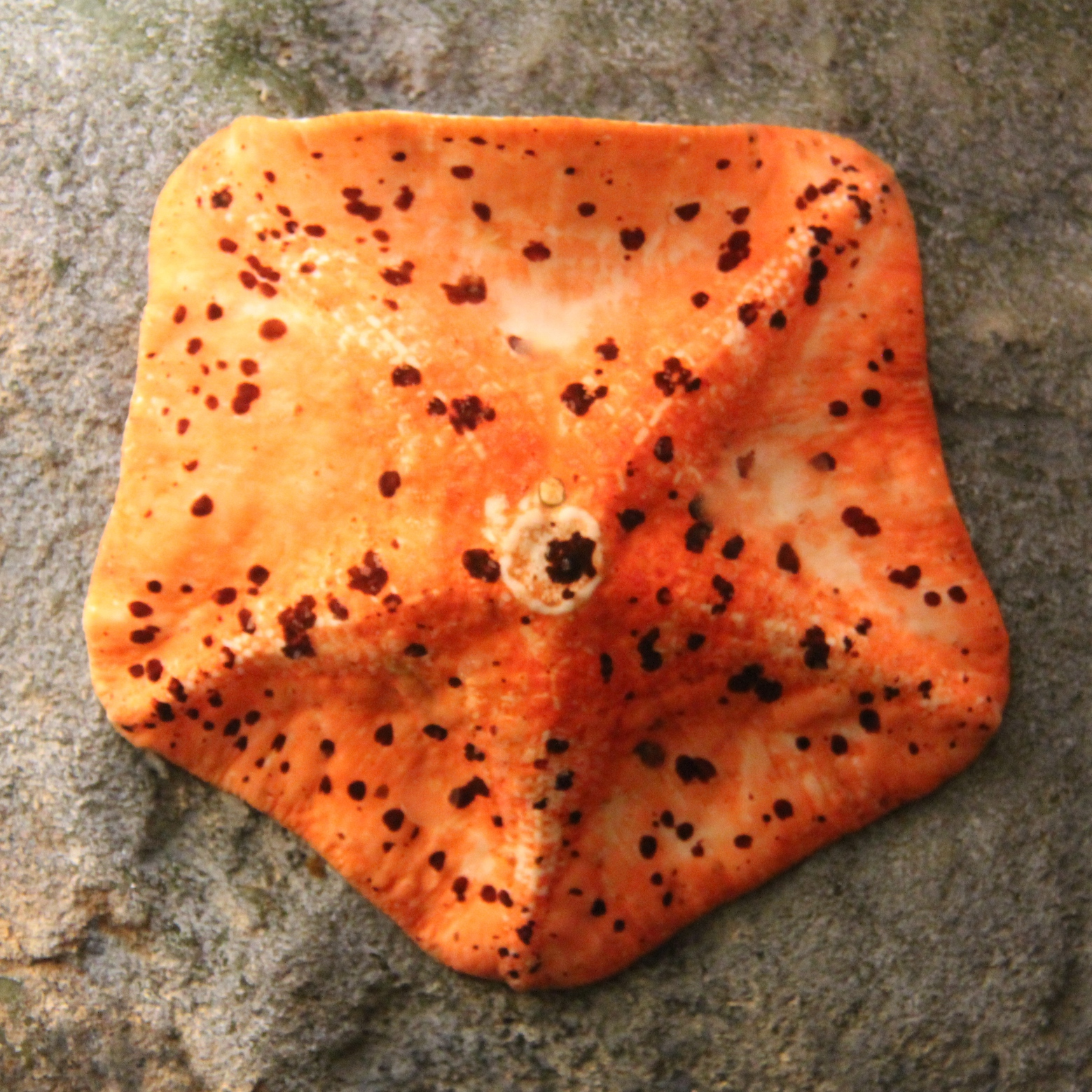
Stegnaster inflatus
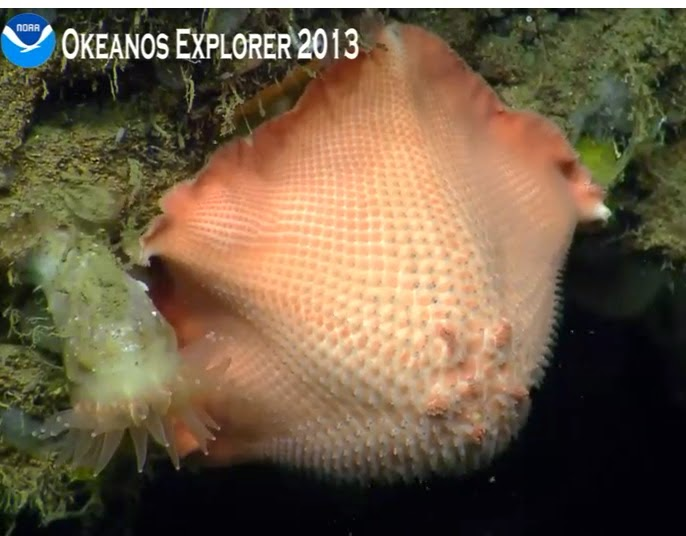
Tremaster mirabilis